# Mande
 Ovo je glavno značenje pojma Mande. Za druga značenja pogledajte Mande (razdvojba).
Mande ili Manden je grana zapadnosudanskih naroda (jedna od 9), koji žive u manje-više pograničnim predjelima jugoistočnog Senegala, Gambije, južne Mauritanije, jugozapadnog Malija, istočne Gvineje, sjevernih i istočnih krajeva Sijera Leone, sjevernoj Liberiji i zapadu Obale Slonovače. Mande plemena i narodi imaju predstavnika i u manjim područjima u Gvineji Bisau i Burkini Faso. Mande govornika ukupno ima preko 20 milijuna koji govore nekih 40 jezika.
Glavne grupe Mande govornika su Bambara, Banda, Malinke, Mandinka, Dyula, Mende, Loma, Kpelle i Vai.

## Vanjske poveznice
- Afrički narodi  Arhivirana inačica izvorne stranice od 19. veljače 2020. (Wayback Machine) (engl.)
- Mandé djembe bubnjevi  Arhivirana inačica izvorne stranice od 6. kolovoza 2018. (Wayback Machine)